# تحول الطاقة

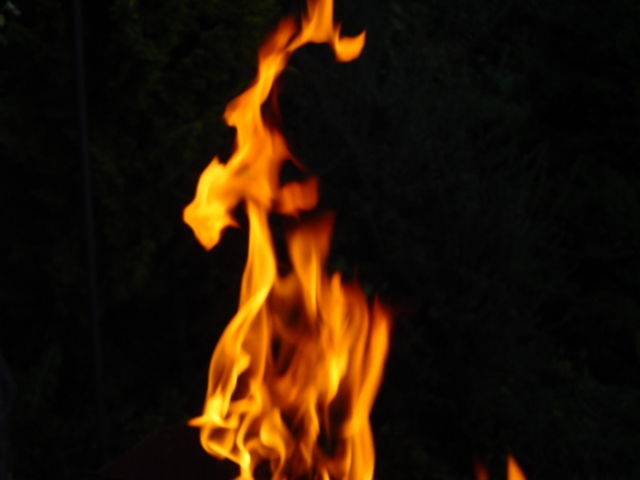

تحول الطاقة  (بالإنجليزية:Energy Transformation) في الفيزياء تعبر الطاقة عن كمية الشغل التي تؤدي عن طريق قوة أو سرعة أي طاقة حركية في نظام بصرف النظر عن شروط للتحول تمليها الإنتروبية. تحدث تغييرات في الطاقة الكلية لنظام عن طريق إضافة أو سحب طاقة من النظام حيث أن الطاقة تبقى ولا تفنى طبقا القانون الأول للديناميكا الحرارية. وطبقا للنظرية النسبية الخاصة تتغير طاقة نظام بتغير كتلته وأن الكتلة الكلية لنظام هي مقياس للطاقة.

## مقدمة
تتغير الطاقة وتأخذ صورا كثيرة. وأحيانا نستخدم أنواعا مختلفة من الطاقة لأداء تشغيل ميكانيكي مثل تشغيل الآلات، والإضاءة والتدفئة والتسخين. وعلى سبيل المثال فمحرك الاحتراق الداخلي يحول الطاقة الكيميائية المختزنة في البنزين بالاحتراق مع الأكسجين لتوليد حرارة، وتلك الحرارة تحرك مكابس المحرك مولدة طاقة حركية تحرك السيارة. وتحول الخلية الشمسية طاقة أشعة الشمس إلى طاقة كهربائية وبها يمكن تشغيل حاسوب، أو الإضاءة أو تشغيل راديو. ويمكن تشغيل الراديو أو هاتف محمول ببطارية وهي طاقة كيميائية مخزونة.
كان الإنسان البدائي يعتمد على طاقة النار للطهو والإضاءة وإرهاب الحيوانات المفترسة، أما نحن اليوم فتتسم حضارتنا باستغلال كميات هائلة من الطاقة كالطاقة الكهربائية والطاقة المخزونة في البترول والفحم، والاستفادة من الطاقة المخزونة في المياه بإقامة السدود وتحويل طاقاتها إلى طاقة كهربائية، تشغل لنا المصانع ووسائل المواصلات وتشغل التلفزيون وهاتف محمول والحاسوب. وتعلمنا تحويل الطاقة إلى صور أخرى للطاقة بحسب الاحتياج.

## أمثلة لتحول الطاقة بواسطة آلات
على سبيل المثال تقوم محطة قوي كهربائية تعمل بالفحم بتلك العمليات :
1. الطاقة الكيميائية الموجودة في الفحم تتحول إلى طاقة حرارية
2. الطاقة الحرارية المخزونة في البخار تتحول إلى طاقة حركية
3. وتتحول الطاقة حركية إلى طاقة ميكانيكية لتحريك توربين
4. وتتحول الطاقة الميكانيكية للتوربين إلى طاقة كهربية وتلك هي الطاقة الناتجة.

وفي مثل ذلك النظام تتسم المرحلة النهائية بأعلى كفاءة، والمرحلة الأولى والثانية فيتسمان بكفاءة متوسطة، ولكن المرحلة الثالثة تتسم بكفاءة ضعيفة.
وتعتبر توليد الكهرباء بواسطة الغاز هي أعلى كفاءة بين الطرق الأخرى ومع ذلك فتبلغ كفاءة إنتاج الكهرباء في المحطات التي تعمل بالغاز فتصل إلى 50% فقط. وأما المحطات التي تعمل بالبترول أو الفحم فهي أقل كفاءة.
ونجد في السيارات المعتادة تحول الحرارة عبر المراحل التالية إلى طاقة حركة :
1. تتحول الطاقة الكامنة في البنزين إلى حركة الغاز المتمدد بالاشتعال
2. طاقة الحركة للغاز تتحول إلى حركة خطية للمكبس
3. تتحول حركة المكبس الخطية إلى حركة دورانية لمحور المكابس
4. وتنتقل الحركة الدورانية لمحور المكابس إلى صندوق التروس
5. وتخرج الحركة من صندوق التروس الحركة إلى المحور الرئيسي
6. تخرج الحركة الدورانية من المحور الرئيسي إلى العجل
7. وتتحول الحركة الدورانية للعجل إلى حركة السيارة إلى الأمام.

## تحولات الطاقة عند نشأة الكون
يتميز تحول الطاقة في الكون عبر الزمن بمختلف أنواع الطاقة التي نشأت عن الانفجار العظيم. وبعد انطلاق الطاقة بهذا الحدث بدأت تتحول إلى أشكال أخرى نشطة مثل الطاقة الحركية والطاقة الإشعاعية عند انفتاح الظروف لتلك التحولات. وقد تولدت طاقة بتكون الهيدروجين وتجمعه في تشكيلات من المجرات والنجوم والكواكب خلال عمليات تحكمت فيها قوي الجاذبية ونتج عنها أحيانا طاقة حرارية. في كوكب زحل والمشتري وأورانوس على سبيل المثال فتنشأ الحرارة فيها بسبب تقلص الكوكب وتقلص أجوائها، وكذلك تتسبب في هبوب الرياح والأعاصير فيه والأمواج في البحار.
ومن تحولات الطاقة الأخرى التي نشأت عن الانفجار العظيم التحولات النووية والنشاط الإشعاعي والتي تطلق طاقة مخزونة مثل اليورانيوم والثوريوم. وكد اختزنت تلك الطاقة (الإشعاعية) أثناء تخليق العناصر، وهي عملية تستخدم بصفة أساسية مجال الجاذبية الذي يتولد من التقلص نجم أثناء أنفجاره في صورة مستعر أعظم. نتج عنها تكوين العناصر الثقيلة قبل تجمعها في أنظمة مثل المجموعة الشمسية والأرض.
وتنطلق الطاقة المخزونة في اليورانيوم أثناء الانشطار النووي كما في القنبلة الذرية، كما تنطلق طاقة مماثلة مخزونة في أنوية الذرات عند تحللها خلال النشاط الإشعاعي. وفي عملية تسير ببطء تُنتج حرارة من تحلل العناصر ذات النشاط الإشعاي الموجودة في قلب الأرض، والتي تتسبب أحيانا في تكون الجبال عن طريق تحركات الصفائح التكتونية للقارات.
تلك التعلية التي تحدث لطبقات الأرض تمثل نوعا من طاقة الجاذبية المخزونة في صورة طاقة حرارية في باطن الأرض والتي تظهر أحيانا كطاقة حركية للأنزلاقات الأرضية أثناء حدوث الزلازل واندلاع البراكين. وتنتج الزلازل أيضا طاقة وضع مخزونة في الصخور، ومصدرها يرجع أيضا إلى طاقة منطلقة من النشاط الإشعاعي للعناصر الثقيلة في قلب الأرض.
ثم تأتي سلسلة من التحولات بدأت بعد نشأة الكون خلال الاندماج النووي للهيدروجين في الشمس وفي النجوم الأخرى. وفي تلك الحقبة الأولى لتكوّن الكون تمدد الكون وانخفضت درجة حرارته سريعا بحيث بقيت الكمية العظمي من الهيدروجين على حالها ولم تندمج مكونة عناصر أثقل كثيرة. وهذا يعني أن الهيدروجين قام بتخزين طاقة في صورة طاقة وضع والتي يمكن ان تنطلق خلال الاندماج النووي. وينتج الاندماج النووي عن درجة حرارة عالية وضغط عالي تجمعا أثناء تقلص سُحب الهيدروجين في الكون لتكوين نجوم، ويتحول جزء من طاقة الاندماج النووي الناشيئ في الشمس إلى ضوء.
ومن أشعة الشمس يُختزن جزء منها كطاقة وضع تختزن في نشأة الجبال، تظهر عند حدوث انهيارات جبلية وجليدية وشلالات مائية، كما تختزن في الماء ويتبخر الماء من المحيطات ويبقى مخزونا في بعض الأعالي الجبلية بعد المطر، حيث يمكن استغلال ماء الأعالي وبناء السدود والمحطات الكهرومائية حيث يدفع الماء الساقط منها التوربينات والمولدات الكهربائية.
كذلك تدفع أشعة الشمس العديد من ظواهر الطقس على الأرض. ومنها الأعاصير والأعاصير الاستوائية شديدة، وهي تحدث عندما تكتسب مساحات كبيرة من مياه المحيط حرارة كبيرة من الشمس، وترتفع درجة حرارتها عبر عدة أشهر متتالية، ثم تطلق تلك الطاقة المخزونة إلى الجو في وقت قصير بتكوين تلك التحركات الهوائية الهائلة خلال بضعة أيام فتكون بالغة الشدة وتكون الأعاصير.
كما يخزن الطاقة الشمسية في النبات طاقة كيميائية عندما يتحول ثاني أكسيد الكربون والماء ويتحولان إلى أكسجين ومواد كربوهيدراتية قابلة للاحتراق. وقد تنطلق حرارة تلك النباتات في الغابات عندما يضرب البرق الأشجار ويتسبب في الحرائق. كما تستغل الطاقة المخزونة في النبات في التغذية والعمليات الحيوية في الإنسان والحيوان، حيث تُهضم جزيئات النبات وينمو الجسم كما ينشأ عنها نشاط جسم الحيوان والإنسان، وتلعب هنا الإنزيمات دورا رئيسيا في عملية الهضم.
ومن خلال كل تلك السلاسل لتحول الطاقة التي تخزنت كطاقة كامنة أثناء الانفجار العظيم، وتتغير تباعا بطرق مختلفة من عمليات وسطية عبر الزمن، وأحيانا تُفي أوساط مختلفة بين مراحل انطلاقها. وهخال تلك الاحداث تتحول صورة من صور الطاقة إلى صورة أخرى، ومن ضمنها الحرارة.

## امثلة لتحول الطاقة
توجد أنواع كثيرة مختلفة تحول الطاقة من صورة إلى أخرى. ونعطي هنا قائمة قصيرة كأمثلة:
- طاقة كهروحرارية : (حرارة ← كهرباء)
- طاقة حرارية أرضية : (حرارة ← كهرباء)
- طاقة حرارية : محرك احتراق داخلي أو آلة بخارية (حرارة ← طاقة ميكانيكية)
- طاقة نووية :(حرارة → كهرباء)
- سد كهرمائي : (طاقة وضع ثقالية ← كهرباء)
- مولد كهربائي :(طاقة حركية ← كهرباء)
- خلية وقود : (طاقة كيميائية ← كهرباء)
- بطارية :(طاقة كيميائية ← كهرباء)
- النار :(طاقة كيميائية ← حرارة وضوء)
- مصباح: (كهرباء ← حرارة وضوء)
- ميكروفون :(صوت ← كهرباء)
- طاقة المد والجزر: طاقة حركية ← كهرباء
- طاقة الرياح :(طاقة الرياح ← كهرباء أو طاقة حركية)
- كهروصوتية : (صوت ← كهرباء)
- احتكاك : (طاقة حركية ← حرارة